# La Amelia
La Amelia è un sito archeologico pre-colombiano della civiltà Maya vicino a Itzan, situato nella regione del Río de la Pasión in Guatemala. La città fu coinvolta nella guerra tra Tikal e Calakmul nel 650.

## Zona
La Amelia si trova su una serie di basse colline nella municipalità di Sayaxché, a km di distanza verso sud dalla Florida e il fiume Pasión. Il sito si trova a 150 metri sul livello del mare. L'area principale del sito è gestita sotto forma di parco forestale dal villaggio di San Francisco El Tumbo.

## Storia
La Amelia era una città sottostante al potere del regno di Mutal che esercitava il suo potere da Dos Pilas e in seguito da Aguateca. Il nome originale della città potrebbe essere B'ahlam. Il regno di Dos Pilas si espanse conquistando La Amelia nell'ottavo secolo. La storia di La Amelia sembra essere limitata al periodo Tardo Classico.
Nell'anno 802 l'ultimo governatore del regno, Tan Te' K'inich, osservò un rituale condotto dal governatore di La Amelia, Lachan K'awiil Ajaw Bot. Lachan K'awiil Ajaw Bot viene mostrato sul Pannello 2 datato all'anno 804. Egli continuò a far erigere monumenti nella città, l'ultimo dei quali venne costruito nell'807. Lachan K'awiil Ajaw Bot viene anche menzionato sul pannello 1 e sulla scalinata con geroglifici 1. Si sa che nacque il 25 giugno 760 e che salì sul trono il primo maggio 802.
La Amelia venne abbandonata qualche tempo dopo la metà del nono secolo.

### Storia moderna
Il Carnegie Institution fece degli scavi presso il sito nel 1937. Vennero documentate vari monumenti in pietra e venne creata una mappa parziale del sito. La Yale University fece altri scavi dal 1984 al 1986.
Nel 1997 sono stati portati avanti un progetto di scavi e mappature.

## Descrizione
La Amelia è un sito di dimensioni modeste che copre un'area di 740 m². Vi sono 71 diverse strutture.
Il gruppo della scalinata con geroglifici si trova a mezzo chilometro dalla piazza principale, nel quadrante nord-ovest del sito. Questo gruppo mostra tre terrazze frontali, e un cortile interno sulla sommità circondato da sei strutture.

### Monumenti
Edwin Shook del Carnegie Institution esplorò il sito nel 1937, notando la presenza di sei blocchi geroglifici con funzione di gradini. Questo gli permise di identificare la scalinata dei geroglifici e di dare un nome al gruppo architetturale associato.
Tre delle pietre della scalinata erano interamente coperte da glifi, mentre le altre quattro (tra cui una scoperta nel 1997) mostravano figure di maschi con a fianco dei testi corti.
I quattro gradini con figure umane mostrano quattro maschi con vestiti umili, probabilmente antenati del governatore della città.. Tutte queste quattro figure tengono in mano teste o maschere del Dio K. Il pannello scoperto nel 1997 includeva un calendario e un testo che parla di un rituale con il Dio K svoltosi nella data del 2 Caban 2 Muan. Il glifo emblema per la figura del pannello potrebbe essere quello di Tamarindito.
I pannelli intagliati che originalmente erano a lato della scalinata mostrano dei governatori che danzano in costumi cerimoniali, con testi glifi. Il Pannello 2 mostra la data dell'804 e il governatore Lachan K'awiil Ajaw Bot vestito come giocatore con la palla. Questo pannello ora si trova a Sayaxché. La Stela 1 si trovava inizialmente a ovest della scalinata e mostra la data dell'807. Questa stele si trova nel museo nazionale di antropologia ed etnologia di Città del Guatemala.